# Hot Legs
«Hot Legs» es una canción interpretada por Rod Stewart lanzado en 1978 como el segundo sencillo de su álbum de 1977 Foot Loose & Fancy Free.
En Estados Unidos alcanzó el número 28 del Billboard Hot 100. En Reino Unido llegó al número 5 de la UK Singles Chart.

## Información de la canción
En 1993, Stewart grabó una versión en vivo durante su sesión MTV Unplugged que apareció en el álbum Unplugged...and Seated. Desde la grabación original, la letra de la última estrofa ha sido cambiada.
En el Reino Unido, "Hot Legs" y "I Was Only Joking" entraron juntas en las listas de éxitos como un doble lado A.

## Posicionamiento en listas
| Lista (1978)                          | Máxima posición |
| ------------------------------------- | --------------- |
| Bélgica (Flandes) (Ultratop 50)       | 22              |
| Alemania (Offizielle Deutsche Charts) | 34              |
| Países Bajos (Mega Single Top 100)    | 28              |
| Irlanda (IRMA)                        | 4               |
| Nueva Zelanda (Recorded Music NZ)     | 31              |
| Reino Unido (Official Charts Company) | 5               |
| Estados Unidos (Billboard Hot 100)    | 28              |

## Otras versiones
Entre los artistas que han grabado versiones de "Hot Legs" se encuentran Tom Jones, Tina Turner y la banda de rock estadounidense Orgy. Bon Jovi ocasionalmente versionó esta canción en su gira de 2010 The Circle Tour.